# Prix Madeleine-Laurain-Portemer
Le prix Madeleine-Laurain-Portemer est un prix littéraire fondé en 1998 par Jean Portemer en mémoire de son épouse Madeleine Laurain-Portemer, spécialiste du cardinal Mazarin. Il est décerné annuellement par l'Académie des sciences morales et politiques à l'auteur d'un ouvrage d'histoire sur l'époque moderne de 1492 à 1789, indépendamment de la zone géographique étudiée.

## Lauréats
- 1998 : Yves-Marie Bercé pour l'ensemble de son œuvre.
- 1999 : Jean-Pierre Bardet.
- 2000 : Bruno Neveu.
- 2001 : Jean-Pierre Poussou.
- 2002 : Alain Gérard pour l’ensemble de son œuvre.
- 2003 : Michel Antoine pour l’ensemble de son œuvre.
- 2004 : Tomiko Yoshida et Claudine Lebrun-Jouve (née en 1948) pour l’édition de l’inventaire dressé après le décès du cardinal Mazarin en 1661 (Mémoires de l’Académie des inscriptions et belles-lettres, XXXe[Quoi ?]).
- 2005 : Françoise Hildesheimer pour son ouvrage Richelieu.
- 2006 : Robert Charles Davis (1948) pour son ouvrage Esclaves chrétiens, maîtres musulmans.
- 2007 : 
  - Jean-Marc Moriceau pour Histoire du méchant loup, 3 000 attaques sur l’homme en France (XVe – XXe siècles).
  - Yvan Loskoutoff (1958) pour Rome des Césars, Rome des Papes. La propagande du cardinal Mazarin.
- 2008 : Denis Crouzet pour l’ensemble de son œuvre.
- 2009 : Lucien Bély pour l’ensemble de son œuvre, à l’occasion de la publication de La France au XVIIe siècle. Puissance de l’État, contrôle de la société.
- 2010 : prix non attribué.[pourquoi ?]
- 2011 : Joël Cornette pour l’ensemble de son œuvre, à l’occasion de la parution de L’histoire de France, qu’il a dirigée aux éditions Belin.
- 2012 : Daniel Roche pour l’ensemble de son œuvre.
- 2013 : Évelyne Lever pour l’ensemble de son œuvre.
- 2014 : Christopher Clark pour son ouvrage Les somnambules. Été 1914 : comment l’Europe a marché vers la guerre.
- 2015 : Christian Jouhaud pour son ouvrage Richelieu et l’écriture du pouvoir. Autour de la journée des Dupes.
- 2016 : Monique Cottret pour son ouvrage Histoire du jansénisme.
- 2017 : Dominique Julia pour l’ensemble de son œuvre à l’occasion de la publication de son ouvrage Le voyage aux saints. Les pèlerinages dans l’Occident moderne (XVe – XVIIIe siècles).
- 2018 : Bernard Barbiche pour l’ensemble de son œuvre, à l’occasion de la publication du tome III des Œconomies royales de Sully, Société de l’histoire de France (Paris), 2016, en collaboration avec David Buisseret.
- 2019 : Olivier Poncet pour l’ensemble de son œuvre.
- 2020 : Françoise Waquet pour son ouvrage Une histoire émotionnelle du savoir.
- 2021 : Géraud Poumarède pour son ouvrage L’Empire de Venise et les Turcs. XVIe – XVIIe siècles.
- 2022 : Philippe Meyzie pour son ouvrage L’unique et le véritable – Réputation, origine et marchés alimentaires (vers 1680 – vers 1830).